# Walter Vitali
Walter Vitali (Minerbio, 30 settembre 1952) è un politico italiano, sindaco di Bologna dal 28 febbraio 1993 al 30 giugno 1999 e senatore della Repubblica dal 30 maggio 2001 al 14 marzo 2013.

## Biografia
Nato il 30 settembre 1952 a Minerbio, in provincia di Bologna, prima di laurearsi in Filosofia conseguita all'Università di Bologna nel 1975 aveva ricoperto vari incarichi studenteschi, tra cui quello di rappresentante nazionale degli studenti comunisti.
Nel 1980 diventa amministratore del comune di Bologna, carica che conserverà fino al 1999.
Nel 1982 viene nominato da Renato Zangheri, allora sindaco di Bologna, nella sua giunta comunale come assessore al decentramento e al progetto giovani, delega che viene poi ampliata da Renzo Imbeni, sindaco successore di Zangheri, con le competenze degli affari istituzionali.
Nel 1989 diventa assessore al Bilancio di Imbeni, mentre il 27 febbraio 1993 gli succede come primo cittadino di Bologna. Durante questo periodo avviene lo scioglimento del Partito Comunista Italiano con la svolta della Bolognina di Achille Occhetto, aderendo alla nascita del post-comunista Partito Democratico della Sinistra (PDS).
Alle elezioni amministrative del 1995, le prime a Bologna col sistema a doppio turno, si candida a sindaco di Bologna sostenuto da una coalizione di centro-sinistra formata dal PDS con la lista "Due Torri per Bologna", dal Partito Popolare Italiano con la lista "Democratici per Bologna" e dalla Federazione dei Verdi; alla tornata elettorale ritorna sindaco, risultando eletto al primo turno con il 50,41% dei voti, rimanendo in carica fino al 30 giugno 1999. Durante il suo mandato Bologna verrà eletta Capitale europea della cultura (1998).
Nel 1998 aderisce alla svolta di Massimo D'Alema dal PDS ai Democratici di Sinistra (DS), per unificare il PDS con altre forze della sinistra italiana, diventando nel 1999 membro della sua segreteria nazionale come Responsabile delle Autonomie locali sotto Walter Veltroni, ricoprendo l'incarico sino al 2001.
Alle elezioni politiche del 2001 viene candidato al Senato della Repubblica nel collegio maggioritario di Bologna-Casalecchio di Reno, sostenuto da L'Ulivo in quota DS, dove viene eletto senatore con il 55,86% dei voti contro i candidati della Casa delle Libertà Felice Caracciolo (32,46%), di Rifondazione Comunista Gilberto Volta (5,08%), della Lista Di Pietro Pier Paolo Benni (3,24%), della Lista Pannella-Bonino Pietro Franchi (2,18%) e di Democrazia Europea Bruna Pugliese (1,17%).
È stato poi rieletto senatore anche alle elezioni del 2006 nella lista dei Democratici di Sinistra e poi alle politiche del 2008 con il Partito Democratico; conclude il proprio mandato parlamentare nel 2013.